# Cephimallota chasanica
Cephimallota chasanica är en fjärilsart som beskrevs av Aleksei Konstantinovich Zagulajev 1965. Cephimallota chasanica ingår i släktet Cephimallota och familjen äkta malar. Inga underarter finns listade i Catalogue of Life.